# 第3回帝国議会
第3回帝国議会（だい3かい ていこくぎかい）は、1892年（明治25年）5月6日に開会された大日本帝国の帝国議会（特別会）。会期終了は同年6月14日。

## 経緯・概要

第2回衆議院議員総選挙後の党派別議席数

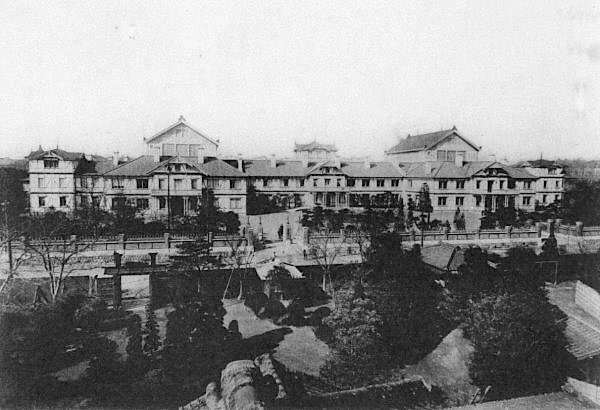
当時の仮議事堂

第2回帝国議会は衆議院解散により1891年末に閉会され、1892年2月におこなわれた第2回衆議院議員総選挙後の5月6日、第3回特別議会が召集された。品川弥二郎内相が主導した流血の選挙干渉で民党は過半数を切ったものの、吏党の側も多数を占めることができなかった。選挙活動中に負傷し、包帯や松葉杖すがたとなった議員も登院した。品川内相は伊藤博文枢密院議長らの圧力もあって辞職していた。岡崎邦輔（陸奥宗光の従弟）を領袖とする中立派の独立倶楽部が野党色を強め、陸奥はまた自由党にはたらきかけて、かつての部下であった立憲自由党の星亨が衆議院議長となった。陸奥としては、松方内閣を倒し、伊藤博文内閣を成立させたい考えであった。

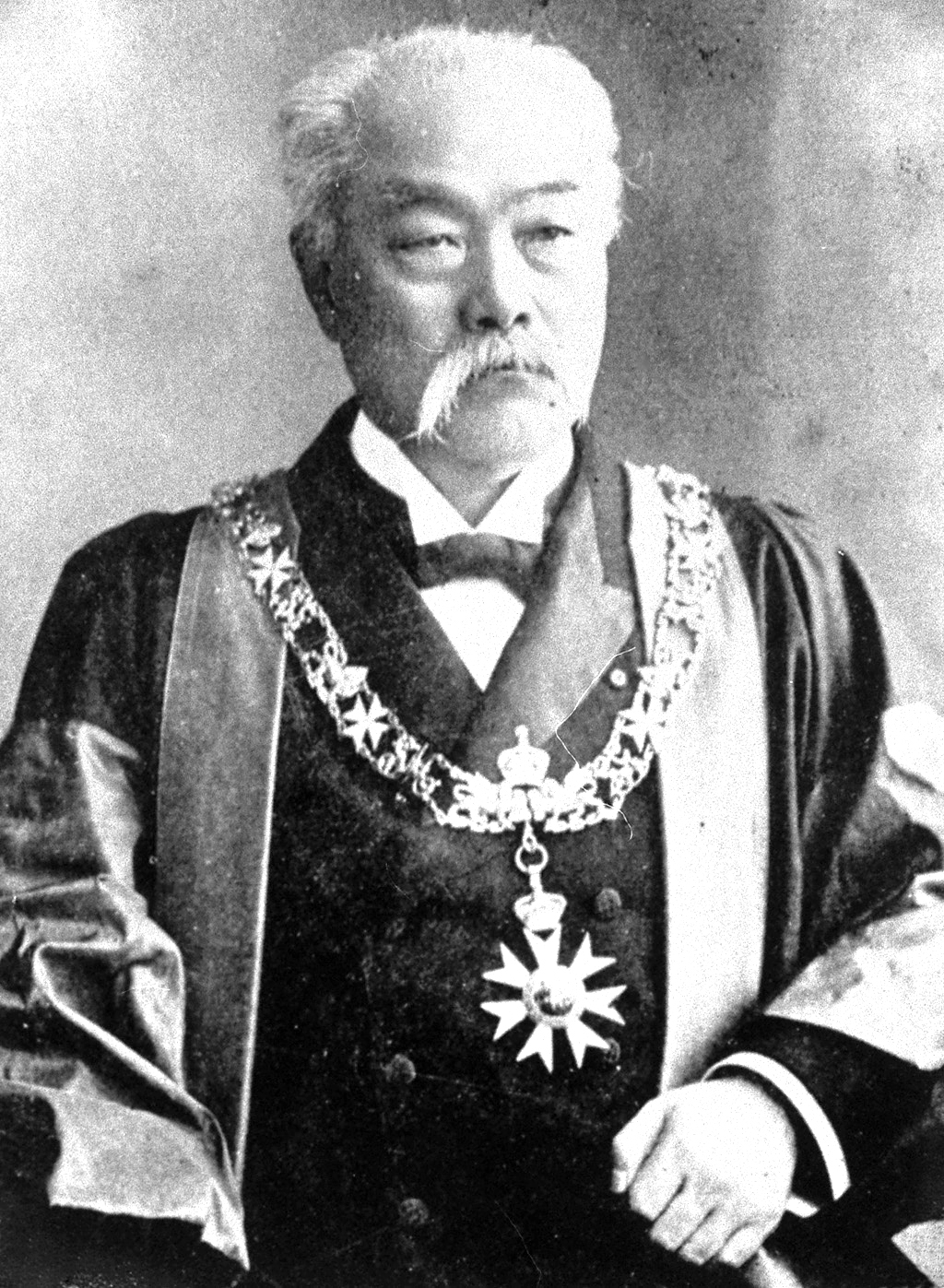
首相松方正義

5月12日、立憲自由党と立憲改進党の両党は明治天皇に対し、第1次松方内閣の退陣を求める「選挙干渉ニ関スル上奏案」を衆議院に提出したが、陸軍大臣高島鞆之助によって立憲自由党の一部が切り崩され、上奏案は143対146で否決された。14日、今度は立憲改進党単独で「選挙干渉ニ関スル決議案」が提出され、154対111で可決された。松方首相は帝国議会に対して憲政史上初の停会を命じて善後策を講じ、伊藤博文には衆議院解散を打診した。
ここで解散を封じられた松方は、非公式に民党との接触を図り、民党が集会及政社法や新聞紙条例・出版条例を改正しようとしても政府はこれを拒まないことと引き換えに、前年10月の濃尾地震の救済費問題に関しては政府に対し柔軟な姿勢で臨むよう求めた。5月13日、行政権による新聞の発行禁停止を廃止する新聞紙法案が衆院を通過したが、白根専一内務次官がこれに大反発して閣議決定は見送られた。5月末の震災復旧費事後承認案審議が本格化すると、松方は板垣退助らと交渉し、副島種臣内相は調査継続の答弁を行い継続審議とする方針が打ち出されたが、白根がこれに反対、中央交渉会も政府が「温和派」の頭越しに民党に接近する状況に強い怒りを示した。温和派の人士は、自分たちは超然主義に沿って有形無形の支援を政府に無償で与え続けてきたのに裏切られたという思いをいだいたのである。6月8日、副島内相が辞任、この問題を先送りするためにいったん松方が内相を兼ねたが、いつまでもそれを続けるわけにはいかず、結局、河野敏鎌農商相が横滑りして内相を兼務したが、立憲改進党副総理で選挙干渉を批判する河野と選挙干渉の中心となった白根では政治的立場が違いすぎた。
第三議会では、民法・商法施行延期法律案が可決された。しかし、追加予算案にあった軍艦建造費・製鋼所設立費は否決された。政府案は衆議院で両者を削除したが、貴族院では軍艦建造費が復活され衆議院に返送された。衆議院では復活修正は違法と決議して貴族院に返送した。再返送、再々返送が繰り返されたため貴族院は天皇に判断を仰ぎ、天皇は枢密院に諮詢した。6月13日、枢密院は予算査定権は両院同等で、予算修正に関しては後議の議院は先議の議院の同意を得るものという判断を示した。結果、両院協議会が開かれ、協議により軍艦建造費は全額削除となった。第三議会は1892年（明治25年）6月14日に閉会した。民党による倒閣は免れたものの、松方内閣提出の主要予算は潰滅状態にあり、閣内不統一もきわまった。6月16日、松方正義は後任に伊藤博文を推薦して首相職辞意を表明した。